# Nabuzana Corona
La Nabuzana Corona è una struttura geologica della superficie di Venere.